# سريل ماكاناكي
سريل ماكاناكي (بالفرنسية: Cyrille Makanaky)‏ (مواليد 28 يونيو 1965) هو لاعب كرة قدم. يلعب مع منتخب الكاميرون لكرة القدم. سبق له أن لعب في كأس العالم لكرة القدم مع منتخب بلاده.

## روابط خارجية
- سريل ماكاناكي على موقع الاتحاد الدولي (مؤرشف)  (الإنجليزية)
- سريل ماكاناكي على موقع قاعدة بيانات كرة القدم.إي يو (الإنجليزية)
- سريل ماكاناكي على موقع ناشيونال فوتبول تيمز (الإنجليزية)
- سريل ماكاناكي على موقع عالم كرة القدم.نت (الإنجليزية)